# Ripple (Geldsystem)
Ripple ist ein Open-Source-Protokoll für ein Zahlungsnetzwerk, basierend auf den Plänen des Webentwicklers Ryan Fugger, des Geschäftsmanns Chris Larsen und des Programmierers Jed McCaleb. Es wird von Ripple Labs weiterentwickelt. In seiner endgültigen Ausbaustufe soll Ripple ein verteiltes Peer-to-Peer-Zahlungsverfahren sowie ein Devisenmarkt sein. Das Ripple-Netzwerk unterstützt jede beliebige Währung (Dollar, Euro, Yen, Bitcoin etc.).
Im Dezember 2020 hat die US-Börsenaufsichtsbehörde (SEC) eine Klage gegen Ripple eingereicht, wonach das Unternehmen, das mit der Kryptowährung XRP verbunden ist, mithilfe eines unregistrierten Wertpapierangebots 1,3 Milliarden Dollar eingenommen haben soll.
Ripple ist Partner beim World Economic Forum (WEF).

## Aufbau
Im Kern basiert Ripple auf einer gemeinsamen öffentlichen Datenbank. Diese enthält ein Register mit Kontoständen. Jeder kann das Register einsehen und Aufzeichnungen über sämtliche Vorgänge im Ripple-Netzwerk sehen. Zusätzlich zu den Kontoständen kann das Register auch Informationen über Kauf- bzw. Verkaufsangebote von Devisen und Gütern enthalten, wodurch es zum ersten verteilten Handelsplatz wird. Teilnehmer des Netzwerks einigen sich auf Änderungen im Register nach einem Konsensverfahren. Dieser Konsens wird ungefähr alle 2 bis 5 Sekunden vom Netzwerk gefunden, sodass Güter ohne zentrale Verrechnungsstelle gehandelt werden können.
Neben dem Zahlungsnetzwerk und dem verteilten Handelsplatz enthält Ripple auch eine eigene für das Zahlungsnetzwerk unabdingbare interne Kryptowährung XRP, auch Ripple genannt. Diese kann optional zur Wertaufbewahrung oder als Handelsmedium verwendet werden, ist aber für die Durchführungen von Zahlungstransaktionen unabdingbar, um Netzwerkspam zu verhindern.
Die aktuelle Version des original Ripple-Clients ist die Version 0.2.39.

## Funktionsweise
Die meisten modernen Geldsysteme basieren auf Vertrauen. Bargeld und Staatsanleihen sind zum Beispiel Staatsobligationen. Dies gilt insbesondere für digitale Konten von Fiat-Währungen. Ein Saldo von 100 Euro auf einem Bankkonto erfordert die Gewissheit, dass die Bank das Geld auf Verlangen auszahlt. Ripple ist der Versuch, diesen Mechanismus auf eine Online-Währung zu übertragen, indem Verbindlichkeiten zwischen Individuen und Institutionen in einem weltweiten öffentlichen Register aufgezeichnet werden. Das Register wird im weltweiten Peer-to-Peer-Netzwerk von Computern gespeichert, auf denen die Ripple-Serversoftware läuft. Die verteilten Kopien des Registers werden von Ripple durch einen Konsensalgorithmus konsistent gehalten.
Im Register ist durch Schuldscheine, genannt IOUs, gespeichert, wie viel von welcher Währung eine Person einer anderen schuldet und umgekehrt. Ein unausgeglichener IOU-Saldo besteht also immer aus privaten Verbindlichkeiten zwischen Individuen. Ein wichtiger Spezialfall sind Ripple-Gateways. Diese nehmen etablierte Zahlungsmittel an und stellen dafür IOUs aus, die sie bei Bedarf jederzeit wieder einlösen. Die Rolle eines Ripple-Gateways ähnelt also der einer Bank. Allerdings sind sämtliche Verbindlichkeiten des Gateways im verteilten Ripple-Register gespeichert anstatt in den eigenen Büchern. Das Einlösen von Gateway-IOUs bedeutet immer, dass eine Zahlung außerhalb des Ripple-Netzwerks stattfindet, zum Beispiel durch Bargeld oder eine Überweisung.
Obwohl der Begriff Gateway in der Regel nur für gewerbliche Anbieter verwendet wird, die IOUs ausstellen und einlösen, kann jeder mit einem Ripple-Konto die Rolle eines informellen Gateways übernehmen.
Wenn Zahlungen innerhalb des Ripple-Systems stattfinden, werden die Verbindlichkeiten zwischen den beteiligten Individuen entsprechend angepasst. Das Ripple-System kann Verbindlichkeiten nur speichern, jedoch nicht durchsetzen. Daher ist es notwendig, dass Ripple-Nutzer angeben, welchem anderen Benutzer sie in welcher Währung und bis zu welcher Höhe das Vertrauen entgegenbringen, die gespeicherten IOUs auf Verlangen einzulösen. Gibt es keine direkte Vertrauensbeziehung zwischen Sender und Empfänger, versucht das Netzwerk, einen Pfad von Nutzern zu ermitteln, auf dem jeder dem nächsten in ausreichender Höhe vertraut, um die Zahlung durchzuleiten. Auf diese Weise sickern (englisch „to ripple“) Zahlungen durch den sozialen Graph von Vertrauensbeziehungen. Das Register verrechnet all diese Zahlungen miteinander, und Individuen können von Zeit zu Zeit ihre gegenseitigen Schulden außerhalb des Ripple-Systems begleichen.
Zusätzlich zu diesem Zahlungsmechanismus bietet das Ripple-System eine verteilte virtuelle Devisenbörse, an der IOUs gegen IOUs einer anderen Währung und/oder von einem anderen ausstellenden Gateway getauscht werden können. Diese Funktionalität wird vom Ripple-System automatisch in die Suche eines Vertrauenspfades integriert, wenn sich ansonsten keine andere Verbindung zwischen dem Sender und dem Empfänger einer Zahlung herstellen ließe.
Das Konzept einer Zentralbank wird von den Initiatoren von Ripple als Single Point of Failure und als singulärer Punkt angesehen, von dem aus die gesamte Währung kontrolliert werden könnte. Um Probleme in diesem Zusammenhang zu vermeiden, ist Ripple als dezentrales System konzipiert.

## Ripple Labs
Ripple Labs (ursprünglich Opencoin) ist die Gesellschaft, die das Ripple-Protokoll entwickelt. Sie wird von mehreren Investoren getragen, darunter Andreessen Horowitz, Google Ventures, IDG Technology Venture Investment Fund, Lightspeed Venture Partners, Camp One Ventures, Core Innovation Capital, Venture 51, Bitcoin Opportunity Fund sowie diverse Einzelpersonen.
Im Gegensatz zu vielen anderen Gesellschaften der IT-Branche wird der Ertrag von Ripple Labs weder aus Gebühren noch aus Werbung generiert, sondern besteht allein aus der erhofften Wertsteigerung der einbehaltenen 25 Mrd. XRP. Primäres Geschäftsziel ist daher die weite Verbreitung und Maximierung des Nutzens von XRP für die Benutzer, so dass die Nachfrage nach XRP und somit aufgrund des begrenzten Angebots der Wert steigt.
Karl-Theodor zu Guttenberg ist seit Juli 2014 Berater bei Ripple Labs. Von 2012 bis 2018 war der Deutsche Stefan Thomas Chief Technology Officer von Ripple Labs.

## Ripple-Produkte
Ripple Labs bietet seinen Kunden aktuell drei Produkte an: xCurrent, xRapid und xVia.
xCurrent ist Ripples Unternehmenssoftwarelösung, mit der Banken grenzüberschreitende Zahlungen mit End-to-End-Tracking sofort abwickeln können. Mit xCurrent melden sich die Banken gegenseitig in Echtzeit, um die Zahlungsdetails vor dem Beginn der Transaktion zu bestätigen und die Lieferung zu bestätigen, sobald sie abgeschlossen ist. Es enthält ein Rulebook, das in Zusammenarbeit mit dem RippleNet Advisory Board entwickelt wurde und die operative Konsistenz sowie rechtliche Klarheit für jede Transaktion gewährleistet.
xRapid ist für Zahlungsanbieter und andere Finanzinstitute gedacht, die ihre Liquiditätskosten minimieren und gleichzeitig ihre Kundenerfahrung verbessern möchten. Da Zahlungen in Schwellenländer häufig vorfinanzierte Konten in Landeswährung auf der ganzen Welt erfordern, sind die Liquiditätskosten hoch. xRapid senkt den Kapitalbedarf für Liquidität dramatisch. xRapid nutzt auf einzigartige Weise ein digitales Asset, XRP, um On-Demand-Liquidität anzubieten, die die Kosten dramatisch senkt und Echtzeitzahlungen in Schwellenländer ermöglicht. XRP ist für den Unternehmenseinsatz konzipiert und bietet Banken und Zahlungsanbietern eine hocheffiziente, skalierbare sowie zuverlässige Liquiditätsoption für grenzüberschreitende Zahlungen.
xVia richtet sich an Unternehmen, Zahlungsanbieter und Banken, die über eine Standardschnittstelle Zahlungen über verschiedene Netzwerke versenden möchten. Die einfache API von xVia erfordert keine Softwareinstallation und ermöglicht Benutzern den nahtlosen Versand von Zahlungen weltweit mit Transparenz in den Zahlungsstatus und mit umfangreichen Informationen wie Rechnungen im Anhang.

## Die DigitalwährungXRP
Die Währung XRP erfüllt zwei wesentliche Netzwerkfunktionen: Sie verhindert Netzwerkspam und kann als Brückenwährung im Handel mit anderen Währungen dienen. Um Netzwerkspam zu verhindern, wird bei jeder Transaktion ein minimaler Betrag von XRP, aktuell mindestens 0,00001 XRP, verbraucht und anschließend zerstört. Die Anzahl der vorhandenen XRP ist somit sukzessiv abnehmend. Zudem erfüllt der XRP die Funktion der ausschließlichen Finanzierungsquelle von Ripple Labs. Ripple betont immer wieder, dass die native Währung XRP ein eigenständiges Open-Source-Projekt ist, das auch weiter bestehen bliebe, sollte es die Firma Ripple irgendwann nicht mehr geben. Um dies zu verdeutlichen, entwickelte die XRP-Community im Juni 2018 ein eigenes Logo, welches von der breiten Öffentlichkeit aus vielen Vorschlägen ausgewählt wurde.

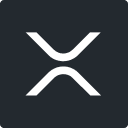
Neues XRP-Logo

XRP ist die einzige Währung im Ripplesystem, welche kein Kontrahentenrisiko impliziert: Ein XRP-Konto hängt nicht von der Deckung durch eine Organisation ab. Im Gegensatz zu IOU-Konten birgt es jedoch ein Wechselkursrisiko. Dieses soll im Gegensatz zu einer SWIFT-Überweisung wesentlich geringer sein, da eine Transaktion innerhalb von 5 Sekunden abgewickelt wird, während eine SWIFT-Überweisung mehrere Tage in Anspruch nimmt.
Die Erschaffer von Ripple erzeugten das Netzwerk mit 100 Milliarden XRP und übertrugen 80 Milliarden XRP an die gewinnorientierte Gesellschaft Ripple Labs. Ripple Labs beabsichtigt seinerseits, 55 Milliarden XRP an die Nutzer des Ripple-Netzwerks zu verteilen und die restlichen 25 Milliarden zu behalten. Im Jahr 2013 verteilte Ripple 200 Millionen Ripple an Teilnehmer des World Community Grid. Insgesamt wurden bisher 7,2 Milliarden XRP an verschiedene Projekte verteilt. Weitere Geldschöpfung durch Mining, wie man sie bei vielen anderen Kryptowährungen findet, ist nicht vorgesehen.
XRP erreichte Ende Dezember 2017 ein Kursmaximum von 2,85 US-Dollar und wurde mit einem Wert von rund 85 Mrd. USD hinter Bitcoin erstmals seit Mai 2017 wieder die Kryptowährung mit der zweithöchsten Marktkapitalisierung.
XRP können primär mit dem Online-Wallet von Ripple verwaltet werden, es gibt aber inoffizielle, quelloffene Clients, welche diese Funktionalität auch auf dem eigenen Computer anbieten.
Gemäß den von Ripple selbst veröffentlichten Informationen unter „XRP Supply“ waren am 3. Dezember 2017 38,74 Mrd. (38.739.142.881) XRP im freien Umlauf und handelbar, 6,25 Mrd. (6.253.951.232) XRP hielt Ripple Labs selbst und 55 Mrd. XRP wurden in einem Treuhänder-Wallet hinterlegt und (via Escrow-Vereinbarung auf der eigenen Blockchain) gesperrt. Von diesen gesperrten 55 Milliarden XRP kann Ripple jeden Monat 1 Milliarde XRP verkaufen, denn es werden jeden Monat 1 Milliarde XRP freigegeben. Der in diesem Monat nicht verkaufte Teil dieser Milliarde XRP wird dann wieder auf dem Konto für 55 Monate gesperrt. Gemäß eigenen Angaben in diesem Artikel vom 7. Dezember 2017 hat Ripple in den letzten 18 Monaten monatlich 300 Millionen XRP verkauft (insgesamt 5,4 Mrd. XRP).

## Vorteile
- Das Ripple-Protokoll ist ein offener Standard, der bestehende Zahlungsnetzwerke verbinden kann, ähnlich wie Simple Mail Transfer Protocol in den 1980er Jahren verschiedene Nachrichtensysteme verbunden hat.[26]
- Ripple erlaubt es Nutzern via IOUs in wechselseitiger Schuld zu stehen.[10]
- Ripple bietet schnelle Transaktionen (normalerweise innerhalb weniger Sekunden).
- Ripple kann in seiner endgültigen Ausbaustufe als Universalübersetzer zwischen beliebigen Währungen fungieren.[27]
- Ripple strebt eine Dezentralisierung der Kryptowährung XRP an, indem es jeden Monat 1 Mrd. XRP zum Verkauf anbietet.[28]

## Kritikpunkte
- Wenn ein Nutzer mehreren anderen Nutzern bezüglich derselben Währung vertraut, können sich automatisch durch das Netzwerkprotokoll Kontostände von der einen Vertrauensstelle zur anderen verschieben, ohne dass der Nutzer daran beteiligt ist. Dies wird dem Benutzer nicht deutlich gemacht und setzt ihn großen Risiken aus.[29][30][31][32]
- Manche sind der Ansicht, dass das Konzept von Schulden zwischen Nutzern eine Schwäche darstellt, da Schulden möglicherweise nicht beglichen werden, nicht den Gegenwert haben, den sie repräsentieren, oder eine Vertrauensbeziehung zu der Person erfordern, die die IOUs einlöst.[33][34][35]